# Kim tự tháp Sahure
Kim tự tháp Sahure hay "Sự tái sinh của linh hồn Ba của Sahure", là kim tự tháp đầu tiên được xây tại nghĩa trang Abusir vào khoảng năm 2480 TCN. Kim tự tháp này cao 48 mét, các cạnh dài khoảng 78,5 mét và dốc khoảng 50°. Đây là lăng mộ của vị pharaon thứ nhì của Vương triều thứ 5, Sahure - con trai của pharaon Userkaf.

## Lịch sử khảo cổ

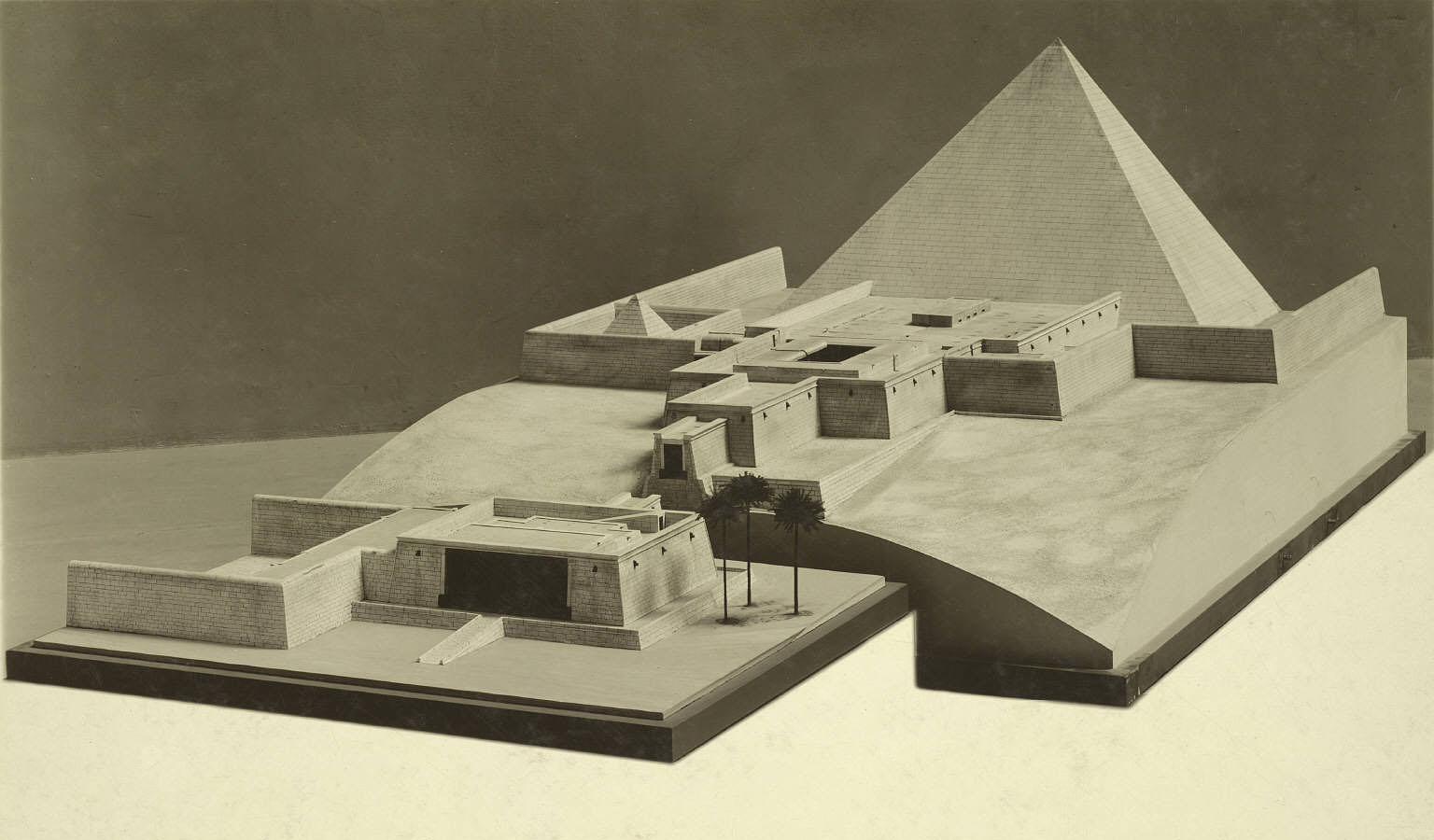
Mô hình khu phức hợp của vua Sahure

John Shae Perring là người đầu tiên khám phá kim tự tháp, lần lượt sau đó là Karl Richard Lepsius và Jacques de Morgan, nhưng do sự đổ nát của nó mà họ ít quan tâm đến việc khai quật. Đầu thế kỷ 20, nhận thấy tầm quan trọng của kim tự tháp, Ludwig Borchardt đã tiến hành nhiều cuộc khai quật trên diện rộng từ năm 1902 đến năm 1908. Ông đã ghi lại những nghiên cứu của mình trong cuốn "The Funerary Monument of the King Sahure" (bằng tiếng Đức), tạo ra một mối quan tâm thực sự trong cộng đồng Ai Cập học.
Năm 1994, Abusir được mở cửa cho khách du lịch tham quan. Một số công trình được trùng tu, đặc biệt là khu phức hợp của Sahure. Nhiều điều mới mẻ được khám phá, khi những khối đá lát đường được tìm thấy có mang những nét phù điêu hết sức độc đáo. Zahi Hawass còn tìm thấy 13 phiến đá vôi được chạm khắc tinh xảo tại một của hành lang, vốn nơi đó chưa được Borchardt nghiên cứu.

## Phức hợp kim tự tháp
Đáng chú ý của khu phức hợp là sự thiếu vắng những ngôi mộ của các thành viên trong hoàng tộc. Hoàng hậu Meretnebty và những người con của ông chỉ được chứng thực trên các đền đài xung quanh kim tự tháp. Phức hợp tang lễ của Sahure cũng không có một nhà nguyện phía bắc, một cấu trúc con thường thấy ở những kim tự tháp khác. Tuy nhiên, cấu trúc này không được biết đến tại thời điểm khai quật của Borchardt, cũng như bất kỳ tàn tích nào của nó được phát hiện.

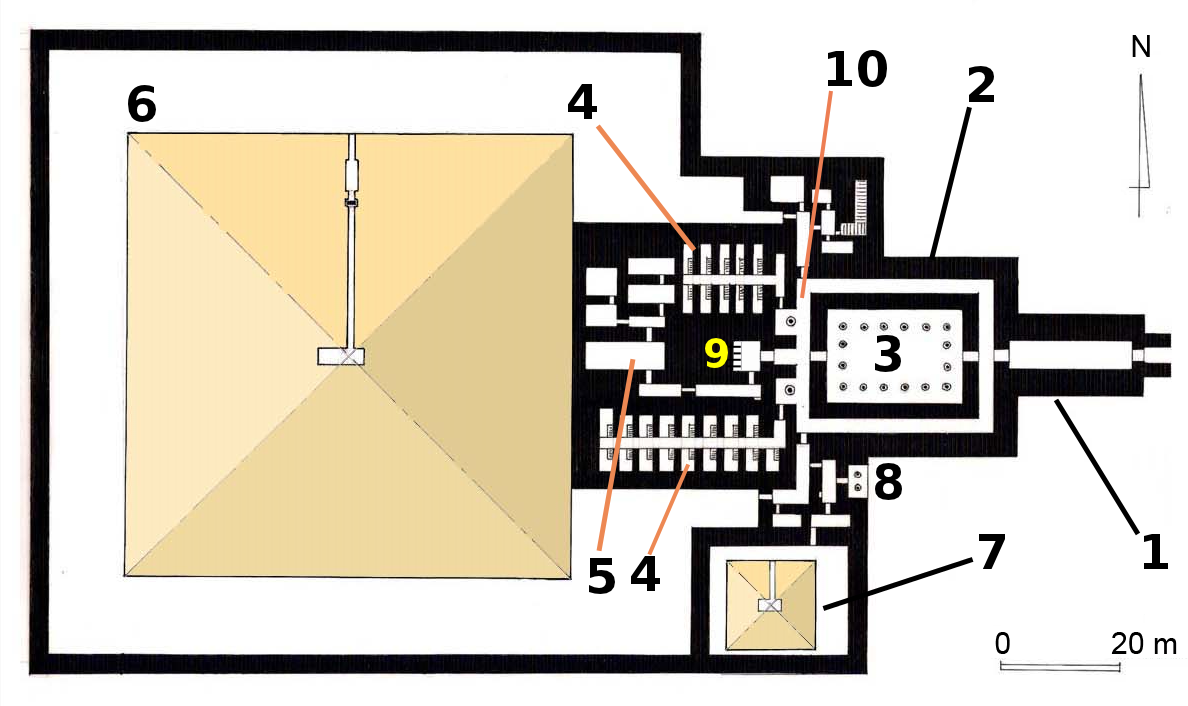
Sơ đồ khu phức hợp

### Đền thờ chính
Đền thờ chính được chia thành khu vực. Lối vào dẫn đến một tiền sảnh cao 7 mét, sàn bằng đá vôi, chân tường bằng đá granite hồng; trên tường là những phù điêu. Đây là nơi dừng chân cuối cùng của buổi tang lễ nhà vua, theo Borchardt. Dọc hành lang bước vào đền, các bức tường đá vôi được trang trí với những cảnh chiến trận trên biển, nền được lát bằng đá bazan.
Từ tiền sảnh, hành lang dẫn đến một khoảng sân, bao quanh bởi 16 cột đá granite hồng tạc hình cây cọ có ghi tên nhà vua và tên của 2 nữ thần Wadjet và Nekhbet. Trần nhà được sơn màu xanh, điểm những ngôi sao màu vàng. Tường của sân được khắc họa với hình ảnh của nhà vua cùng các cận thần đang đi săn và câu cá, một số cảnh thắng trận cùng với các chiến lợi phẩm cũng có mặt trên tường. Nền nhà cũng được lót bằng đá bazan đen, một số đoạn vẫn còn được thấy ngày nay.
Lối đi ở bức tường phía tây của sân dẫn đến một nơi đặt 5 pho tượng của nhà vua. Phía sau căn phòng đặt tượng là phòng dâng tế phẩm với sàn lót bằng thạch cao. Ở bức tường phía tây của phòng này đặt một bức tượng bằng đá granite đen của Sahure với một cái chậu bằng đá nối với các ống đồng. Nhiều phòng phụ cũng được thông với các phòng thờ để cất giữ các vật phẩm.

### Kim tự tháp vệ tinh

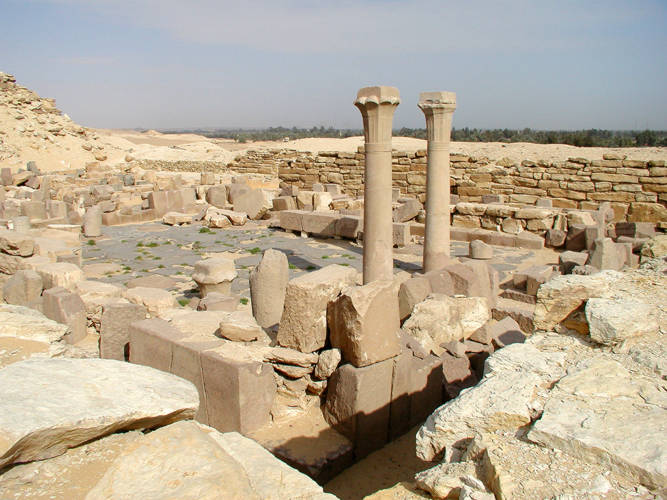
Tàn tích của đền thờ chính

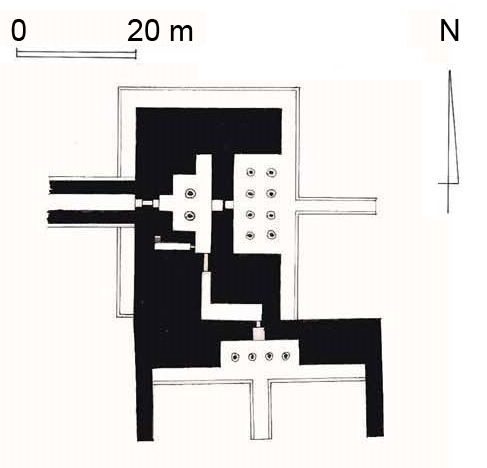
Sơ đồ khu vực ngôi đền thung lũng

Sahure đặt kim tự tháp vệ tinh của mình ở góc đông nam của kim tự tháp chính và chắn xung quanh nó một bờ tường. Bên dưới là một phòng mộ giả hình chữ T. Kim tự tháp nhỏ này đã bị hư hỏng từ thời cổ đại và trống rỗng khi được khai quật. Kim tự tháp này ban đầu cao hơn 11 mét, các cạnh dài hơn 15 mét và dốc 56°.

### Ngôi Đền thung lũng
Đây là ngôi đền được bảo tồn tốt nhất, chỉ đứng sau của Khafre. Ngôi đền thung lũng có 2 đoạn đường dốc ở phía đông và nam. Thông thường, chỉ có một đường ở phía đông cho phép lấy nước từ sông Nin thông qua một kênh đào. Một cái cổng nằm trên đoạn đường phía đông cùng với 8 cột đá được chia đều 2 bên. Các cột được tô màu xanh và điểm thêm vài ngôi sao. Đoạn dốc ở phía nam đi qua một cổng nhỏ hơn với 4 cột đá.
Cả hai lối dẫn vào một căn phòng, trần phòng được trang trí với những hình ảnh liên quan đến thiên văn. Các phù điêu trên tường miêu tả Sahure dưới lốt của một nhân sư đang giẫm đạp những kẻ thù của Ai Cập.

## Kim tự tháp chính
Kim tự tháp chính đã bị hư hại nặng nề do những tên trộm đá. Các thợ xây đã tạo nên một lỗi khá lớn: góc đông nam của kim tự tháp bị kéo dài thêm gần 2 mét về phía đông. Tuy nhiên, lỗi này đã bị che lấp bởi ngôi đền ở phía đông.

Lõi kim tự tháp gồm 6 bậc bằng đá vôi, được kết dính bằng vữa bùn. Lối vào nằm ở phía bắc, nối với hành lang dẫn xuống một tiền sảnh nhỏ. Tại đây, một cái cổng đá sẽ chặn ngay lối vào phòng mộ. Cả phòng mộ lẫn phòng ngoài đều bị thiệt hại nghiêm trọng, và trong đống tàn dư đó, Perring chỉ tìm được đúng một mảnh vỡ của cỗ quan tài bằng đá bazan.

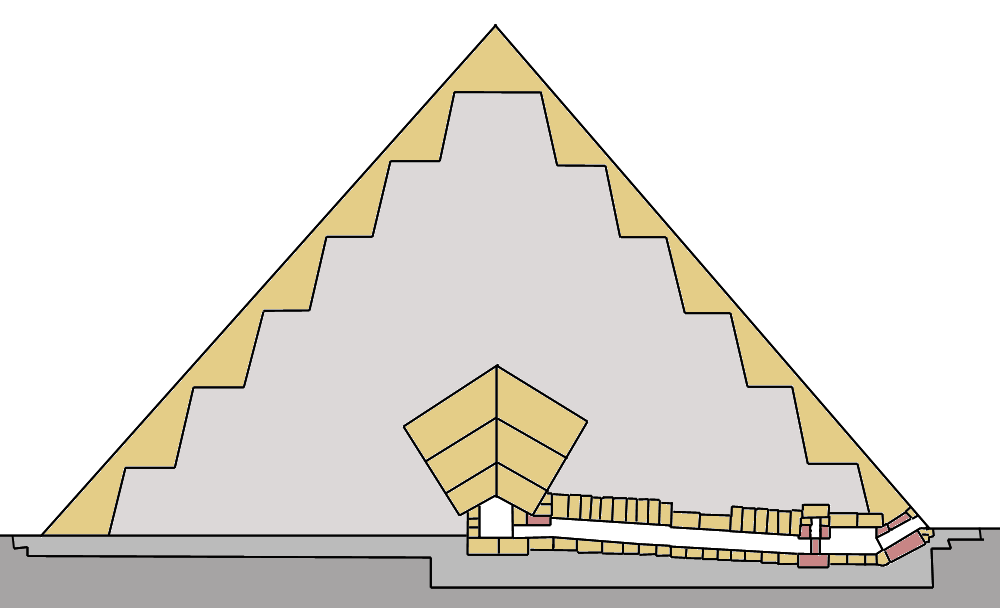
Sơ đồ mô phòng bên trong kim tự tháp chính

Các nhà khảo cổ cuối cùng đã khai quật căn phòng chôn cất này vào những năm 1960, Maragioglio và Rinaldi, đã không nói chuyện với nhau trong lúc ở dưới đó vì họ sợ rằng tiếng vang sẽ làm căn phòng sụp đổ bất cứ lúc nào.

## Tái sử dụng
Sân trong của đền thờ Sahure được sử dụng làm nơi thờ cúng nữ thần chiến tranh Sekhmet thời kỳ Vương triều thứ 18. Nhiều bức phù điêu của nữ thần được khắc trên tường của sân thờ. Vào thời kỳ đầu của Kitô giáo, ngôi đền trở thành nhà thờ của người Copt.